# Reinhardtsdorf-Schöna
Reinhardtsdorf-Schöna is een gemeente in de Landkreis Sächsische Schweiz-Osterzgebirge in de Duitse deelstaat Saksen. De plaats ligt ten zuidoosten van Bad Schandau en telt 1.302 inwoners.
De plaats wordt voor het eerst vermeld in 1368. Bezienswaardigheden zijn de uit zandsteen ontstane bergen Zirkelstein en Kaiserkrone.

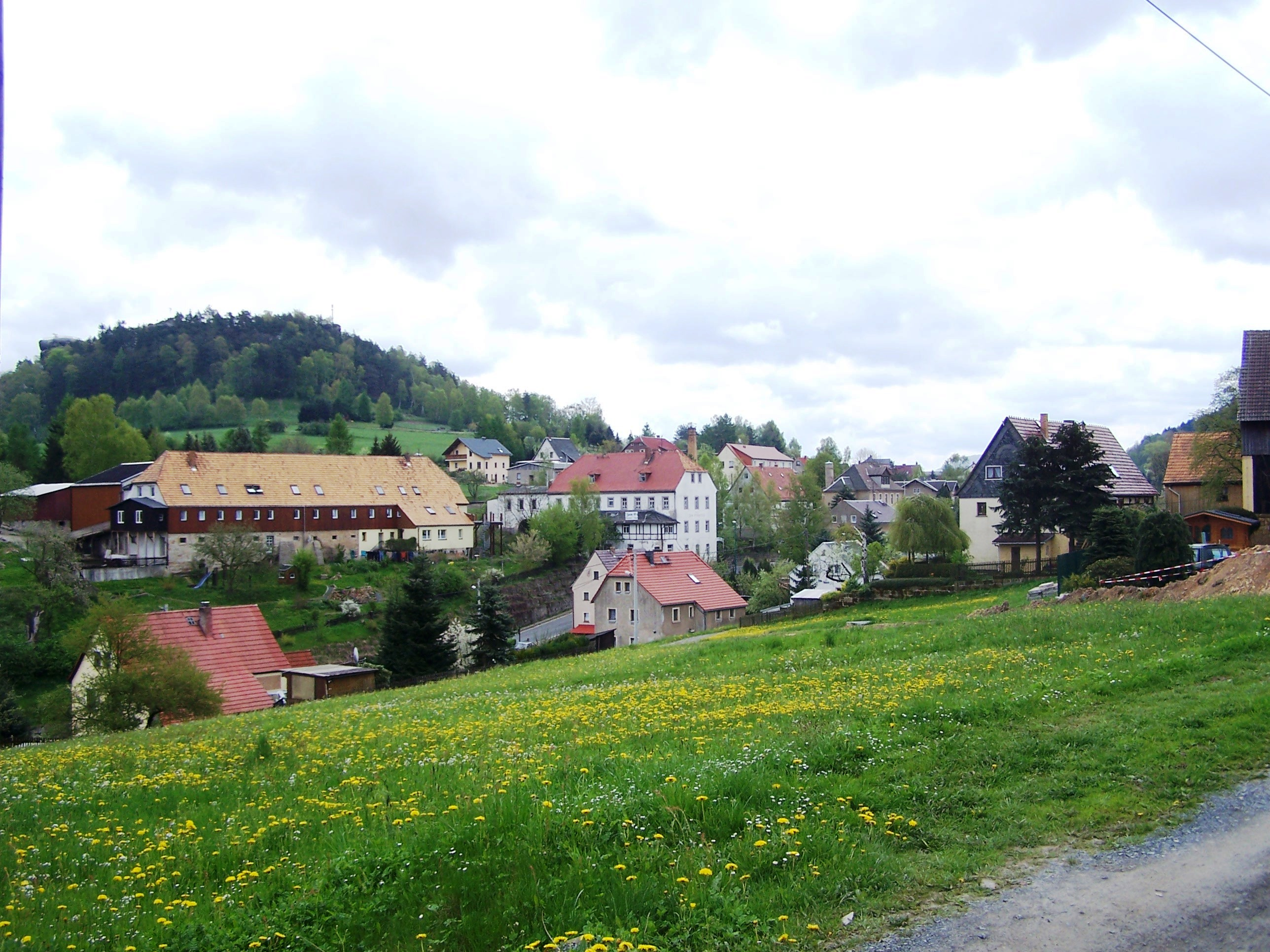
Blik op Schöna

Altenberg ·
Bad Gottleuba-Berggießhübel ·
Bad Schandau ·
Bahretal ·
Bannewitz ·
Dippoldiswalde ·
Dohma ·
Dohna ·
Dorfhain ·
Dürrröhrsdorf-Dittersbach ·
Freital ·
Glashütte ·
Gohrisch ·
Hartmannsdorf-Reichenau ·
Heidenau ·
Hermsdorf/Erzgeb. ·
Hohnstein ·
Klingenberg ·
Königstein ·
Kreischa ·
Liebstadt ·
Lohmen ·
Müglitztal ·
Neustadt in Sachsen ·
Pirna ·
Porschdorf ·
Rabenau ·
Rathen ·
Rathmannsdorf ·
Reinhardtsdorf-Schöna ·
Rosenthal-Bielatal ·
Sebnitz ·
Stadt Wehlen ·
Stolpen ·
Struppen ·
Tharandt ·
Wilsdruff